# Pseudophilanthus tavetensis
Pseudophilanthus tavetensis är en biart som först beskrevs av Cockerell 1934.  Pseudophilanthus tavetensis ingår i släktet Pseudophilanthus och familjen sommarbin. Inga underarter finns listade i Catalogue of Life.